# Bataille de Las Cumbres
Expédition du Mexique
Batailles
- Fortín
- Las Cumbres
- 1er Puebla
- Barranca Seca
- Cerro del Borrego
- Tampico
- 2e Puebla
- Atlixco
- San Pablo del Monte
- San Lorenzo
- Totoapan
- Morelia
- Campeche
- Veranos
- Tacámbaro
- La Loma
- Parral
- Chihuahua
- Álamos
- Ixmiquilpan
- Bagdad
- Camargo
- Miahuatlán
- Carbonera
- Guayabo
- Villa de Álvarez
- San Jacinto
- Querétaro

La bataille de Las Cumbres (en espagnol Las cumbres signifie les sommets) également connue sous le nom de bataille d'Acultzingo se déroule le 28 avril 1862 lors de l'expédition du Mexique. Opposant le corps expéditionnaire du général de Lorencez à l'armée mexicaine du général Ignacio Zaragoza, la confrontation se solde par une victoire française, remportée au prix de pertes légères malgré un terrain difficile, renforçant la dynamique offensive du corps expéditionnaire français. L'armée mexicaine conserve toutefois son esprit combattif et le démontre par sa défense victorieuse de Puebla, le 5 mai 1862.

## Contexte
Les Français décident de ne pas se cantonner à Veracruz et à la côte mais d'avancer dans les terres. Après une escarmouche à Fortín, le 19 avril 1862, le corps expéditionnaire français s'empare et occupe Orizaba le lendemain et y installe une base logistique. Le corps d'armée d'Orient, commandé par le général Ignacio Zaragoza, évite le risque d'engager les troupes régulières françaises en rase campagne et garde ses distances.
Le 27 avril 1862, Lorencez laisse une petite garnison à Orizaba pour assurer la garde des malades et de la ville, puis prend la route de Mexico avec 5 500 hommes. La route entre Orizaba et Puebla, principale ville entre la côte et Mexico, est barrée par des montagnes difficilement franchissables, à l'exception de certains points de passages comme Las Cumbres (es). Le général Zaragoza décide d'y concentrer ses troupes pour interdire l'accès à Puebla en s'appuyant sur une défense en profondeur du terrain difficile.

## La bataille
Le général Zaragoza a réparti ses hommes sur trois lignes successives. Sur les pentes des Grandes Cumbres, la division du général Arteaga (1 500 en trois brigades) défend l'accès à la route principale. La brigade Gayoso se déploie en soutien au sommet des Grandes Cumbres tandis que la brigade d'Oaxaca, commandée par Porfirio Diaz, se tient en réserve au pied des Petites Cumbres.
Le corps expéditionnaire français, ignorant que les Mexicains occupent les hauteurs, parvient le 28 avril au village d'Acultzingo sur le plateau au pied des Cumbres à partir de 11h. À 13h30, une compagnie du 2e zouaves envoyée en reconnaissance est vivement engaée par l'artillerie et l'infanterie adverses. Renforcés par le 1er chasseurs à pied, les zouaves attaquent la gauche adverse mais doivent attendre l'arrivée du reste de leur régiment pour reprendre leur offensive. Vers 15h, une charge à la baïonnette chasse les troupes mexicaines du village d'El Presidio. Le général Arteaga est blessé à la jambe. Les Français s'emparent de deux obusiers et d'une vingtaine de prisonniers puis occupent le sommet des Grandes Cumbres, obligeant les défenseurs à se replier sur les petites Cumbres.
Le général Porfirio Diaz intervient à la tête de sa brigade pour éviter une déroute et protège la retraite jusqu'à la tombée de la nuit. La majorité des troupes mexicaines se replient jusqu'à San Augustin de Palmar. La brigade Escobedo, isolée lors des combats, bat en retraite par Tehuacan. Le corps expéditionnaire français bivouaque sur les Grandes Cumbres.

## Conséquences
Bien qu'éprouvée, avec des pertes estimées à 50 tués et 20 prisonniers, l'armée mexicaine n'a engagé que la moitié de ses effectifs dans la bataille et conserve sa cohésion. Zaragoza ne laisse qu'une arrière garde de 300 cavaliers surveiller les troupes françaises et atteint Puebla le 3 mai. Il entreprend de renforcer les fortifications de la ville pour résister à l'attaque française et détache une force de 1 000 hommes sous les ordres du général O'Horan pour neutraliser le parti du général conservateur Marquez campé à Atlixco à une trentaine de kilomètres au sud de Puebla.
Le succès français, obtenu au prix de pertes légères (2 tués, 32 blessés), conforte le sentiment de supériorité de Lorencez vis-à-vis des troupes juaristes. Encouragé par l'ambassadeur de France et le général conservateur Almonte, Lorencez décide de poursuivre son offensive vers Mexico et espère ne pas rencontrer de résistance. Il est toutefois repoussé avec de lourdes pertes à Puebla le 5 mai 1862 et doit se replier sur Orizaba.